# COSAFA Cup 2020
Der COSAFA Cup 2020, die Fußball-Meisterschaft des Südlichen Afrika der Herren, sollte vom 13. bis zum 27. Juni 2020 in Durban in Südafrika ausgetragen werden. Aufgrund der COVID-19-Pandemie wurde die Austragung auf unbestimmte Zeit, später dann auf Oktober des Jahres verschoben. Schlussendlich wurde der COSAFA-Cup 2020 Anfang Oktober abgesagt.